# جوني كينكيد
جوني كينكيد (بالإنجليزية: Johnny Kincaid)‏ هو مصارع محترف بريطاني، ولد في 4 يونيو 1945 في باترسي في المملكة المتحدة.

## وصلات خارجية
- جوني كينكيد على موقع CageMatch worker (الإنجليزية)

- جوني كينكيد على موقع IMDb (الإنجليزية)